# Liste der Baudenkmale in Oldenburg (Oldb) – Dobbenstraße
In der Liste der Baudenkmale in Oldenburg (Oldb) – Achternstraße stehen alle Baudenkmale der Achternstraße in Oldenburg (Oldb).  Die Quelle der IDs und der Beschreibungen ist der Denkmalatlas Niedersachsen.
Der Stand der Liste ist das Jahr 2022(17).

## Allgemein
In den Spalten befinden sich folgende Informationen:
- Lage: die Adresse des Baudenkmales und die geographischen Koordinaten. Kartenansicht, um Koordinaten zu setzen. In der Kartenansicht sind Baudenkmale ohne Koordinaten mit einem roten Marker dargestellt und können in der Karte gesetzt werden. Baudenkmale ohne Bild sind mit einem blauen Marker gekennzeichnet, Baudenkmale mit Bild mit einem grünen Marker.
- Bezeichnung: Bezeichnung des Baudenkmales
- Beschreibung: die Beschreibung des Baudenkmales. Unter § 3 Abs. 2 NDSchG werden Einzeldenkmale und unter § 3 Abs. 3 NDSchG Gruppen baulicher Anlagen und deren Bestandteile ausgewiesen.
- ID: die Objekt-ID des Baudenkmales
- Bild: ein Bild des Baudenkmales, ggf. zusätzlich mit einem Link zu weiteren Fotos des Baudenkmals im Medienarchiv Wikimedia Commons. Wenn man auf das Kamerasymbol klickt, können Fotos zu Baudenkmalen aus dieser Liste hochgeladen werden:

Zurück zur Hauptliste
| Lage                                       | Bezeichnung | Beschreibung | ID       | Bild |
| ------------------------------------------ | ----------- | --- | -------- | ---- |
| Dobbenstraße 1 53° 8′ 6″ N, 8° 12′ 24″ O   | Wohnhaus    | Eineinhalbgeschossiger giebelständiger Putzbau von vier Achsen über Kellersockel mit Drempel unter Satteldach (Typus „Oldenburger Hundehütte“). Vor den beiden mittleren Achsen eingeschossiger altanartiger Ausbau mit Pilastern und Wintergarten unter Balkon. An der rechten Seite zurückgesetzter Vorbau mit Eingang. Schwebegiebel. Putzgliederung: geschossteilende Gesimse, Fensterrahmungen, im z. T. Pilaster und Gebälk. Vorgarten. Erbaut 1896–1897, Architekt Heinrich Früstück.                                                 | 37459683 | BW   |
| Dobbenstraße 3 53° 8′ 6″ N, 8° 12′ 24″ O   | Wohnhaus    | Dreigeschossiger Putzbau von vier Achsen unter Walmdach. EG etwas niedriger, Eingang links. Rechte Achse etwas breiter und mit polygonalen zweigeschossigen Standerker, darüber Wintergarten. Putzgliederung: geschossteilende Gesimse, Fensterrahmungen, Pilaster und Gebälk am Eingang, Kantenquaderung, Konsolfries unter der Traufe. Vorgarten. Erbaut 1903 durch Maurermeister Johann Heinrich Brandes. | 37459705 | BW   |
| Dobbenstraße 5 53° 8′ 7″ N, 8° 12′ 24″ O   | Wohnhaus    | Zweigeschossiger Putzbau von fünf Achsen über Sockelgeschoss unter Walmdach. Die Fenster zu zweimal zwei Gruppen zusammengefasst, rechte Achse mit Eingang und darüber Fenstern des Treppenhauses. Links daneben eingeschossiger polygonaler Standerker unter Balkon. Gliederung durch Fensterläden. Walmgaupe. Vorgarten und Einfriedung aus Eisen mit massiven Pfosten. Erbaut 1914, Architekt Karl Hegeler. | 37459727 | BW   |
| Dobbenstraße 7 53° 8′ 7″ N, 8° 12′ 24″ O   | Wohnhaus    | Eingeschossiger giebelständiger Putzbau von vier Achsen unter Satteldach. An der rechten Seite zurückgesetzter Vorbau mit Eingang. Putzgliederung teilweise erhalten (Bekrönung der mittleren Giebelfenster), Fenster verändert, Fensterläden entfernt. Erbaut 1914, Architekt Karl Hegeler. | 37459749 | BW   |
| Dobbenstraße 9 53° 8′ 7″ N, 8° 12′ 24″ O   | Wohnhaus    | Eineinhalbgeschossiger giebelständiger Putzbau von vier Achsen mit Drempel unter Satteldach (Typus „Oldenburger Hundehütte“). Eingang auf der rechten Seite. Putzgliederung: horizontale Fugen, geschossteilendes Gesims, Fensterrahmungen, im OG Brüstungsfelder. Vorgarten. Erbaut 1881 durch Maurermeister Johann Heinrich Brandes. | 37459772 | BW   |
| Dobbenstraße 11 53° 8′ 8″ N, 8° 12′ 24″ O  | Wohnhaus    | Eineinhalbgeschossiger Putzbau von ehemals fünf Achsen (im Giebel vier) mit Drempel unter Satteldach (Typus „Oldenburger Hundehütte“). Eingang ursprünglich mittig. Fenster später völlig verändert, inzwischen falsch rekonstruiert. Frei rekonstruierte Putzgliederung. Vorgarten. Erbaut 1881 durch Maurermeister Johann Heinrich Brandes. | 37459794 | BW   |
| Dobbenstraße 13 53° 8′ 8″ N, 8° 12′ 24″ O  | Wohnhaus    | Eineinhalbgeschossiger giebelständiger Putzbau von vier Achsen über Sockelgeschoss mit Drempel unter Satteldach (Typus „Oldenburger Hundehütte“). Links polygonaler eingeschossiger Standerker unter Balkon. Rechts im EG jüngerer Balkon mit Wintergarten. Rechts zurückgesetzter Vorbau mit Eingang. Putzgliederung: Rustizierung des Sockels, horizontale Fugen, geschossteilende Gesimse, Fensterrahmungen, am Erker Pilaster, im OG Brüstungsfelder und z. T. Ädikulen. Vorgarten. Erbaut 1890–1891, Balkon 1909 angebaut.              | 37459838 | BW   |
| Dobbenstraße 14 53° 8′ 8″ N, 8° 12′ 25″ O  | Wohnhaus    | Eineinhalbgeschossiger giebelständiger Putzbau von vier Achsen mit Drempel unter Satteldach (Typus „Oldenburger Hundehütte“). Eingang auf der linken Seite. Putzgliederung: Quaderung, geschossteilendes Gesims, Fensterrahmungen, z. T. Brüstungsfelder und Ädikulen. Vorgarten. Erbaut 1887. | 37459860 | BW   |
| Dobbenstraße 15 53° 8′ 9″ N, 8° 12′ 24″ O  | Wohnhaus    | Eingeschossiger giebelständiger Putzbau von drei Achsen unter Satteldach. Eingang rechts. Sparsame Putzgliederung (Fensterrahmungen). Erbaut vor 1889 (Jahr eines Umbaus). | 37459883 | BW   |
| Dobbenstraße 16 53° 8′ 9″ N, 8° 12′ 25″ O  | Wohnhaus    | Giebelständiger eingeschossiger Putzbau unter Mansarddach mit Schopfwalm. Rechts zwei Fenster, links eingeschossiger polygonaler Standerker unter Balkon, im Giebel zwei Fenster. Sparsame Putzgliederung: geschossteilendes Gesims, Fenstersohlbänke. Rest des Vorgartens. Erbaut 1914, Architekt Martin Oetken. | 37459905 | BW   |
| Dobbenstraße 17 53° 8′ 9″ N, 8° 12′ 24″ O  | Wohnhaus    | Giebelständiger eineinhalbgeschossiger Putzbau von fünf Achsen (im Giebel vier) über Kellersockel mit Drempel unter Satteldach (Typus „Oldenburger Hundehütte“). Eingang mittig mit Freitreppe. Links zurückgesetzter Vorbau mit zweitem Eingang, später erhöht. Gliederung nur durch Fenstersohlbänke. Links Rest des Vorgartens und eiserne Einfriedung. Erbaut wohl in den 1880er Jahren. | 37459927 | BW   |
| Dobbenstraße 18 53° 8′ 9″ N, 8° 12′ 25″ O  | Wohnhaus    | Doppelhaus. Traufständiger eineinhalbgeschossiger Putzbau von sechs Achsen mit Drempel unter Satteldach. Eingänge in den mittleren Achsen. Putzgliederung: horizontale Fugen, Fensterrahmungen, geschossteilendes Gesims. Vorgarten. Erbaut 1880, Architekt Karl Brand. | 37459949 | BW   |
| Dobbenstraße 19 53° 8′ 9″ N, 8° 12′ 24″ O  | Wohnhaus    | Zweigeschossiger Putzbau von vier Achsen über Sockelgeschoss unter Walmdach. Rechts Risalit von zwei Achsen, davor polygonaler eingeschossiger Standerker unter Balkon, darüber geschweifter Zwerchgiebel mit Voluten. Links Sockel vorgezogen, darüber Terrasse. Auf der rechten Seite zurückliegender Vorbau mit Eingang. Putzgliederung: Rustizierung des Sockels, horizontale Fugen, geschossteilende Gesimse, am Erker und am Zwerchgiebel Pilaster, Fensterrahmungen. Tiefer Vorgarten. Erbaut 1895–1896, Architekt Aw. C. Westerholt. | 37459971 | BW   |
| Dobbenstraße 21 53° 8′ 10″ N, 8° 12′ 24″ O | Wohnhaus    | Dreigeschossiger Putzbau von drei Achsen (mittlere Achse schmaler) über Kellersockel unter Walmdach. In der linken Achse zweigeschossiger polygonaler Standerker. Mittlere und rechte Achse im EG mit Balkon und Wintergarten, im 1. OG in der Mitte Balkon, rechts polygonaler Erker, im 2. OG mittig Balkon mit Eisengitter. Sparsame Putzgliederung. Eingang auf der rechten Seite. Neue Dachgaupe. Vorgarten und eiserne Einfriedung. Erbaut 1913.                                                                                       | 37460015 | BW   |
| Dobbenstraße 23 53° 8′ 10″ N, 8° 12′ 24″ O | Wohnhaus    | Zweigeschossiger Putzbau über Sockelgeschoss unter Walmdach. Links zweigeschossiger polygonaler Standerker mit jüngerem Garageneinbau. Rechts zwei Fensterachsen. Auf der linken Seite zurückgesetzter Vorbau mit Eingang. Putzgliederung: Rustizierung des Sockels, Kantenquaderung am Erdgeschoss, geschossteilende Gesimse, Fensterrahmungen, z. T. Brüstungsfelder, Konsolfries unter der Traufe. Tiefer Vorgarten. Erbaut 1896–1897, Architekt Aw. C. Westerholt.                                                                       | 37460037 | BW   |
| Dobbenstraße 25 53° 8′ 11″ N, 8° 12′ 24″ O | Wohnhaus    | Giebelständiger eineinhalbgeschossiger Putzbau von vier Achsen über Sockelgeschoss mit Drempel unter Satteldach (Typus „Oldenburger Hundehütte“). Links polygonaler eingeschossiger Standerker unter Balkon. Auf der rechten Seite zurückliegender Vorbau mit Eingang. Putzgliederung: Rustizierung des Sockels, horizontale Fugen im EG, geschossteilende Gesimse, Fensterrahmungen, im OG Brüstungsfelder. Vorgarten. Erbaut 1889 durch Maurermeister Johann Heinrich Brandes.                                                             | 37460084 | BW   |
| Dobbenstraße 26 53° 8′ 11″ N, 8° 12′ 26″ O | Wohnhaus    | Eckhaus zum Holzweg. Giebelständiger eineinhalbgeschossiger Putzbau von vier Achsen über Sockelgeschoss mit Drempel unter Satteldach (Typus „Oldenburger Hundehütte“). Rechts eingeschossiger polygonaler Standerker. An der linken Seite zum Holzweg zweigeschossiger Risalit von drei Achsen mit Giebel, daran rechts Eingang. Putzgliederung z. T. entfernt, erhalten Rustizierung des Sockels und Fensterrahmungen, ergänzt ein geschossteilendes Band. Zur Dobbenstraße Vorgarten. Erbaut 1889.                                         | 37460106 | BW   |